# Scottish Cup 2010-2011
La Scottish Cup 2010-11 è stata la 126ª edizione del torneo. La competizione è iniziata il 25 settembre 2010 ed è terminata il 21 maggio 2011. Il Celtic ha vinto il trofeo per la 35ª volta.

## Formula del torneo
| Turno                     | Numero di incontri | Squadre | Entrano a questo turno                                                        |
| ------------------------- | ------------------ | ------- | ----------------------------------------------------------------------------- |
| Primo turno preliminare   | 17                 | 81 → 64 | 34 squadre dei campionati semipro minori                                      |
| Secondo turno preliminare | 16                 | 64 → 48 | 10 squadre di Scottish Third Division 5 squadre dei campionati semipro minori |
| Terzo turno               | 16                 | 48 → 32 | 6 squadre di Scottish First Division 10 squadre di Scottish Second Division   |
| Quarto turno              | 16                 | 32 → 16 | 12 squadre di Scottish Premier League 4 squadre di Scottish First Division    |
| Ottavi di finale          | 8                  | 16 → 8  | -                                                                             |
| Quarti di finale          | 4                  | 8 → 4   | -                                                                             |
| Semifinali                | 2                  | 4 → 2   | -                                                                             |
| Finale                    | 1                  | 2 → 1   | -                                                                             |

## Primo turno
| Squadra 1               | Risultato | Squadra 2              |
| ----------------------- | --------- | ---------------------- |
| 25 settembre 2010       |           |                        |
| Golspie Sutherland      | 2 – 2     | Fort William           |
| Rothes                  | 2 – 2     | Nairn County           |
| Civil Service Strollers | 1 – 2     | Wigtown & Bladnoch     |
| Edinburgh               | 1 – 0     | Clachnacuddin          |
| Glasgow University      | 1 – 0     | Burntisland Shipyard   |
| Beith Juniors           | 2 – 0     | Linlithgow Rose        |
| Coldstream              | 1 – 3     | Forres Mechanics       |
| Fraserburgh             | 3 – 3     | St. Cuthbert Wanderers |
| Hawick Royal Albert     | 0 – 3     | Dalbeattie Star        |
| Newton Stewart          | 1 – 1     | Preston Athletic       |
| Edinburgh University    | 2 – 2     | Brora Rangers          |
| Deveronvale             | 0 – 0     | Inverurie Loco Works   |
| Lossiemouth             | 0 – 2     | Whitehill Welfare      |
| Vale of Leithen         | 1 – 3     | Keith                  |
| Huntly                  | 2 – 2     | Girvan                 |
| Selkirk                 | 1 – 6     | Bo'ness Utd            |
| Gala Fairydean          | 1 – 6     | Sunnybank              |

### Replay
| Squadra 1              | Risultato | Squadra 2            |
| ---------------------- | --------- | -------------------- |
| 2 ottobre 2010         |           |                      |
| Fort William           | 2 – 3     | Golspie Sutherland   |
| Nairn County           | 4 – 1     | Rothes               |
| St. Cuthbert Wanderers | 3 – 1     | Fraserburgh          |
| Preston Athletic       | 3 – 0     | Newton Stewart       |
| Brora Rangers          | 2 – 1     | Edinburgh University |
| Inverurie Loco Works   | 0 – 5     | Deveronvale          |
| Girvan                 | 2 – 1     | Huntly               |

## Secondo turno
| Squadra 1          | Risultato | Squadra 2              |
| ------------------ | --------- | ---------------------- |
| 23 ottobre 2010    |           |                        |
| Deveronvale        | 1 – 0     | Dalbeattie Star        |
| Forres Mechanics   | 0 – 0     | East Stirlingshire     |
| Preston Athletic   | 0 – 0     | Annan Athletic         |
| Clyde              | 1 – 2     | Berwick Rangers        |
| Wigtown & Bladnoch | 1 – 7     | Buckie Thistle         |
| Beith Juniors      | 8 – 1     | Glasgow University     |
| Nairn County       | 0 – 1     | Cove Rangers           |
| Keith              | 0 – 3     | Spartans               |
| Stranraer          | 9 – 0     | St. Cuthbert Wanderers |
| Bo'ness Utd        | 2 – 1     | Queen's Park           |
| Whitehill Welfare  | 4 – 3     | Wick Academy           |
| Golspie Sutherland | 2 – 2     | Girvan                 |
| Montrose           | 1 – 1     | Arbroath               |
| Edinburgh          | 2 – 4     | Threave Rovers         |
| Albion Rovers      | 0 – 1     | Sunnybank              |
| Elgin City         | 5 – 3     | Brora Rangers          |

### Replay
| Squadra 1          | Risultato   | Squadra 2          |
| ------------------ | ----------- | ------------------ |
| 30 ottobre 2010    |             |                    |
| East Stirlingshire | 4 – 0       | Forres Mechanics   |
| Annan Athletic     | 5 – 0       | Preston Athletic   |
| Girvan             | 4 – 0       | Golspie Sutherland |
| Arbroath           | 2 – 3 (dts) | Montrose           |

## Terzo turno
| Squadra 1        | Risultato | Squadra 2          |
| ---------------- | --------- | ------------------ |
| 20 novembre 2010 |           |                    |
| Peterhead        | 2 – 0     | Cowdenbeath        |
| Ross County      | 4 – 1     | Deveronvale        |
| East Fife        | 3 – 1     | Forfar Athletic    |
| Bo'ness Utd      | 0 – 2     | Buckie Thistle     |
| Spartans         | 1 – 2     | East Stirlingshire |
| Stirling Albion  | 1 – 3     | Partick Thistle    |
| Cove Rangers     | 0 – 3     | Berwick Rangers    |
| Stenhousemuir    | 2 – 2     | Threave Rovers     |
| Brechin City     | 2 – 2     | Annan Athletic     |
| Airdrie Utd      | 2 – 2     | Beith Juniors      |
| Dumbarton        | 1 – 2     | Greenock Morton    |
| Alloa Athletic   | 4 – 2     | Raith Rovers       |
| Montrose         | 3 – 1     | Whitehill Welfare  |
| Ayr Utd          | 5 – 0     | Sunnybank          |
| Elgin City       | 2 – 1     | Livingston         |
| Stranraer        | 4 – 2     | Girvan             |

### Replay
| Squadra 1       | Risultato | Squadra 2     |
| --------------- | --------- | ------------- |
| 4 gennaio 2011  |           |               |
| Annan Athletic  | 2 – 5     | Brechin City  |
| Beith Juniors   | 3 – 4     | Airdrie Utd   |
| 12 gennaio 2011 |           |               |
| Threave Rovers  | 1 – 5     | Stenhousemuir |

## Quarto turno
| Squadra 1           | Risultato | Squadra 2       |
| ------------------- | --------- | --------------- |
| 8 gennaio 2011      |           |                 |
| Aberdeen            | 6 – 0     | East Fife       |
| Dundee Utd          | 0 – 0     | Ross County     |
| Hamilton Academical | 2 – 0     | Alloa Athletic  |
| Hibernian           | 0 – 0     | Ayr Utd         |
| Inverness           | 2 – 0     | Elgin City      |
| Montrose            | 2 – 2     | Dunfermline     |
| St. Mirren          | 0 – 0     | Peterhead       |
| 9 gennaio 2011      |           |                 |
| Berwick Rangers     | 0 – 2     | Celtic          |
| Dundee              | 0 – 4     | Motherwell      |
| 10 gennaio 2011     |           |                 |
| Rangers             | 3 – 0     | Kilmarnock      |
| 11 gennaio 2011     |           |                 |
| Falkirk             | 0 – 0     | Partick Thistle |
| Hearts              | 0 – 1     | St. Johnstone   |
| Queen of the South  | 1 – 2     | Brechin City    |
| 18 gennaio 2011     |           |                 |
| Greenock Morton     | 2 – 2     | Airdrie Utd     |
| Stenhousemuir       | 0 – 0     | Stranraer       |
| 19 gennaio 2011     |           |                 |
| East Stirlingshire  | [ 1 ]     | Buckie Thistle  |

### Replay
| Squadra 1       | Risultato       | Squadra 2       |
| --------------- | --------------- | --------------- |
| 18 gennaio 2011 |                 |                 |
| Ayr Utd         | 1 – 0           | Hibernian       |
| Dunfermline     | 5 – 3           | Montrose        |
| Partick Thistle | 1 – 0           | Falkirk         |
| Peterhead       | 1 – 6           | St. Mirren      |
| Ross County     | 0 – 0 (3-4 dcr) | Dundee Utd      |
| 25 gennaio 2011 |                 |                 |
| Airdrie Utd     | 2 – 5           | Greenock Morton |
| Stranraer       | 4 – 3           | Stenhousemuir   |

## Ottavi di finale
| Squadra 1           | Risultato | Squadra 2       |
| ------------------- | --------- | --------------- |
| 5 febbraio 2011     |           |                 |
| Aberdeen            | 1 – 0     | Dunfermline     |
| Ayr Utd             | 1 – 2     | St. Mirren      |
| Buckie Thistle      | 0 – 2     | Brechin City    |
| Hamilton Academical | 1 – 3     | Dundee Utd      |
| Inverness           | 5 – 1     | Greenock Morton |
| Rangers             | 2 – 2     | Celtic          |
| Stranraer           | 0 – 2     | Motherwell      |
| 9 febbraio 2011     |           |                 |
| St. Johnstone       | 2 – 0     | Partick Thistle |

### Replay
| Squadra 1    | Risultato | Squadra 2 |
| ------------ | --------- | --------- |
| 2 marzo 2011 |           |           |
| Celtic       | 1 – 0     | Rangers   |

## Quarti di finale
| Squadra 1     | Risultato | Squadra 2     |
| ------------- | --------- | ------------- |
| 12 marzo 2011 |           |               |
| Brechin City  | 2 – 2     | St. Johnstone |
| St. Mirren    | 1 – 1     | Aberdeen      |
| 13 marzo 2011 |           |               |
| Dundee Utd    | 2 – 2     | Motherwell    |
| 16 marzo 2011 |           |               |
| Inverness     | 1 – 2     | Celtic        |

### Replay
| Squadra 1     | Risultato | Squadra 2    |
| ------------- | --------- | ------------ |
| 16 marzo 2011 |           |              |
| Aberdeen      | 2 – 1     | St. Mirren   |
| 22 marzo 2011 |           |              |
| St. Johnstone | 1 – 0     | Brechin City |
| 30 marzo 2011 |           |              |
| Motherwell    | 3 – 0     | Dundee Utd   |

## Semifinali
| Squadra 1      | Risultato | Squadra 2     |
| -------------- | --------- | ------------- |
| 14 aprile 2011 |           |               |
| Motherwell     | 3 – 0     | St. Johnstone |
| 17 aprile 2011 |           |               |
| Aberdeen       | 0 – 4     | Celtic        |

## Finale
| Arbitro: | Calum Murray |

|  |           |                                                  |
|  | Marcatori | 32’ Ki Sung-Yueng 76’ (aut.) Craigan 88’ Mulgrew |